# Wiaczesław Jeremejew
Wiaczesław Mykołajowycz Jeremejew, ukr. Вячеслав Миколайович Єремеєв, ros. Вячеслав Николаевич Еремеев, Wiaczesław Nikołajewicz Jeriemiejew (ur. 29 marca 1970 w Moskwie) – ukraiński piłkarz pochodzenia rosyjskiego, grający na pozycji obrońcy, a wcześniej pomocnika lub napastnika, trener piłkarski.

## Kariera piłkarska

### Kariera klubowa
Wychowanek SDJuSzOR CSKA Moskwa. Pierwszy trener – W. Sokołow. W 1987 rozpoczął karierę piłkarską w drużynie rezerw CSKA Moskwa. W 1990 przeniósł się do SKA Odessa, w składzie którego 23 marca 1992 roku debiutował w Wyszczej Lidze w meczu z Dynamem Kijów (1:3). Na początku 1993 przeszedł do Czornomorca Odessa. W końcu 1994 wyjechał do Węgier, gdzie bronił barw klubów Stadler FC, Dunaferr SE, Szeged LK i Lombard Tatabánya. W 2002 powrócił do Odessy, gdzie występował w amatorskich zespołach Łokomotyw Odessa i Tyras-2500 Białogród nad Dniestrem. Na początku 1998 został piłkarzem kazachskiego FK Atyrau. W 2006 również występował w Kajsarze Kyzyłorda. W FK Atyrau zakończył karierę piłkarską.

## Kariera trenerska
Jeszcze będąc piłkarzem łączył również funkcje trenerskie w klubach Łokomotyw Odessa i FK Atyrau. Od czerwca 2010 trenował dzieci w SDJuSzOR Czornomoreć Odessa.

## Sukcesy i odznaczenia

### Sukcesy klubowe
- brązowy medalista Mistrzostw Ukrainy: 1993, 1994
- zdobywca Pucharu Ukrainy: 1994